# هورست شوتس
هورست شوتس (انگلیسی: Horst Schütz؛ زادهٔ ۸ مهٔ ۱۹۵۱) دوچرخه‌سوار اهل آلمان است.
وی در مسابقات کشوری و بین‌المللی در مجموع برندهٔ ۱ مدال طلا شده‌است.